# Eustachio di Alsazia
Eustachio di Alsazia o di Hainaut o di Fiandra (XII secolo – dopo il 1217) fu reggente del regno di Tessalonica dal 1209 al 1216.

## Origine
Pur non essendoci alcuna fonte primaria che lo confermi, secondo il professor D.M. Nicol, dell'università di Dublino, nel suo The Fourth Crusade and the Greek and Latin Empires, 1204 - 1261, afferma che Eustachio era fratello di Enrico, imperatore latino di Costantinopoli, per cui, Eustachio era il figlio maschio ultimogenito del conte di Hainaut, marchese di Namur e conte di Fiandra, Baldovino V di Hainaut e della contessa di Fiandra, Margherita d'Alsazia.
Baldovino V di Hainaut, secondo il Gisleberti Chronicon Hanoniense, era il figlio del conte di Hainaut, Baldovino IV e della moglie, Alice di Namur, che era figlia del conte di Namur, Goffredo I e della sua seconda moglie, l'erede della contea del Lussemburgo, Ermessinda di Lussemburgo, sia secondo la Genealogica comitum Buloniensium, che secondo la Chronica Albrici Monachi Trium Fontium e che, secondo il Herimanni, Liber de Restauratione Sancti Martini Tornacensis, era la sorella del conte di Lussemburgo e di Namur, Enrico IV.
Margherita d'Alsazia, secondo la Flandria Generosa (Continuatio Claromariscensis) era la figlia femmina secondogenita del conte delle Fiandre, Teodorico di Alsazia (1099 circa – 4 gennaio 1168) e di Sibilla d'Angiò (1112 circa – 1165), che, anche se l'arcivescovo, Guglielmo, della città di Tiro, nell'odierno Libano, nel suo Historia rerum in partibus transmarinis gestarum ce la presenta come figlia femmina primogenita era la figlia femmina secondogenita del conte d'Angiò e conte di Tours, conte consorte e poi conte del Maine ed infine reggente del principato di Antiochia e re consorte del regno di Gerusalemme, Folco il Giovane, e della contessa del Maine, Eremburga, figlia unica del conte del Maine, Elia I e di Matilde, come riporta nella sua Historia Ecclesiastica, Pars II, Liber IV del monaco e storico medievale, Orderico Vitale, signora di Château-du-Loir, figlia di Gervaso, signore di Château-du-Loir.

## Biografia
Molto probabilmente, Eustachio seguì i fratelli, il conte delle Fiandre (Baldovino IX) e di Hainaut (Baldovino VI) Baldovino ed Enrico, alla quarta crociata; Baldovino, nel 1204, divenne il primo imperatore dell'impero latino, mentre Enrico gli succedette, nel 1205.
Eustachio viene citato per la prima volta, in qualità di generale di suo fratello, l'imperatore Enrico, verso la fine del 1206, nella battaglia combattuta, nei pressi di Adrianopoli, contro lo zar bulgaro, Kalojan, dal cronista francese, Goffredo di Villehardouin, nel suo Memoirs Or Chronicle of the Fourth Crusade and the Conquest of Constantinople (non consultato).
Poi Eustachio viene ancora citato da Goffredo di Villehardouin, sempre nel Memoirs Or Chronicle of the Fourth Crusade and the Conquest of Constantinople, quando fu stabilita una tregua tra suo fratello Enrico e l'imperatore di Nicea, Teodoro I Lascaris (non consultato).
Dopo la morte, nel 1207, del marchese del Monferrato e re di Tessalonica, Bonifacio I Oberto II di Biandrate, tutore dell'erede, minorenne, di Bonifacio, Demetrio del Monferrato, appoggiato dai nobili lombardi, si ribellò all'autorità dell'imperatore, Enrico, che, alla fine del 1208, sconfisse i ribelli e fece prigioniero Oberto, nel gennaio successivo, incoronò personalmente Demetrio e nominò Eustachio reggente del regno di Tessalonica.
A Ravennika, una piana ad est di Lamia, si tenne un'assemblea in cui anche gli ultimi ribelli riconobbero l'autorità di Enrico ed Eustachio. A questa assemblea si era presentato anche il despota dell'Epiro, Michele I, che aveva difeso l'Epiro dai Latini della quarta crociata ed ora era disposto a riconoscere l'autorità dell'imperatore, Enrico. Questa alleanza, come ci conferma lo storico americano, John Van Antwerp Fine Jr., nel suo The Late Medieval Balkans, A Critical Survey from the Late Twelfth Century to the Ottoman Conquest fu suggellata anche dal matrimonio tra Eustachio e la figlia primogenita di Michele, Angelina.
Nonostante questo matrimonio, l'anno successivo, Michele attaccò il regno di Tessalonica, ma l'intervento di Enrico lo costrinse a ritirarsi.
Nel 1216, suo fratello Enrico morì improvvisamente, mentre si trovava a Tessalonica ed Eustachio, lo seguì poco dopo; di Eustachio non si conosce l'anno esatto della morte; molto probabilmente morì nel 1217, in quanto in quell'anno, nella reggenza del regno di Tessalonica gli succedette Bertoldo II di Katzenelnbogen.

## Discendenza
Eustachio da Angelina non ebbe alcun figlio e non si conoscono eventuali figli illegittimi.

## Ascendenza
|                         |                        |                          | Genitori                   |  |  | Nonni |  |  | Bisnonni                 |  |  | Trisnonni               |  |
|                         |                        |                          |                            |  |  |       |  |  | Baldovino III di Hainaut |  |  | Baldovino II di Hainaut |  |
|                         |                        |                          |                            |  |  |       |  |  | Baldovino III di Hainaut |  |  | Baldovino II di Hainaut |  |
|                         |                        | Ida di Lovanio           |                            |  |  |       |  |  | Baldovino III di Hainaut |  |  |                         |  |
| Baldovino IV di Hainaut |                        |                          |                            |  |  |       |  |  | Baldovino III di Hainaut |  |  |                         |  |
|                         |                        | Iolanda di Gheldria      | Gerardo I di Gheldria      |  |  |       |  |  |                          |  |  |                         |  |
|                         |                        | Iolanda di Gheldria      | Gerardo I di Gheldria      |  |  |       |  |  |                          |  |  |                         |  |
|                         |                        | Iolanda di Gheldria      | Clemenza d'Aquitania       |  |  |       |  |  |                          |  |  |                         |  |
| Baldovino V di Hainaut  |                        | Iolanda di Gheldria      |                            |  |  |       |  |  |                          |  |  |                         |  |
|                         |                        | Goffredo I di Namur      | Alberto III di Namur       |  |  |       |  |  |                          |  |  |                         |  |
|                         |                        | Goffredo I di Namur      | Alberto III di Namur       |  |  |       |  |  |                          |  |  |                         |  |
|                         |                        | Goffredo I di Namur      | Ida di Sassonia            |  |  |       |  |  |                          |  |  |                         |  |
| Alice di Namur          |                        | Goffredo I di Namur      |                            |  |  |       |  |  |                          |  |  |                         |  |
|                         |                        | Ermesinde di Lussemburgo | Corrado I di Lussemburgo   |  |  |       |  |  |                          |  |  |                         |  |
|                         |                        | Ermesinde di Lussemburgo | Corrado I di Lussemburgo   |  |  |       |  |  |                          |  |  |                         |  |
|                         |                        | Ermesinde di Lussemburgo | Clemenza d'Aquitania       |  |  |       |  |  |                          |  |  |                         |  |
| Eustachio di Alsazia    |                        | Ermesinde di Lussemburgo |                            |  |  |       |  |  |                          |  |  |                         |  |
|                         | Teodorico II di Lorena | Gerardo di Lorena        |                            |  |  |       |  |  |                          |  |  |                         |  |
|                         | Teodorico II di Lorena | Gerardo di Lorena        |                            |  |  |       |  |  |                          |  |  |                         |  |
|                         | Teodorico II di Lorena | Edvige di Namur          |                            |  |  |       |  |  |                          |  |  |                         |  |
| Teodorico di Alsazia    | Teodorico II di Lorena |                          |                            |  |  |       |  |  |                          |  |  |                         |  |
|                         |                        | Gertrude di Fiandra      | Roberto I di Fiandra       |  |  |       |  |  |                          |  |  |                         |  |
|                         |                        | Gertrude di Fiandra      | Roberto I di Fiandra       |  |  |       |  |  |                          |  |  |                         |  |
|                         |                        | Gertrude di Fiandra      | Gertrude di Sassonia       |  |  |       |  |  |                          |  |  |                         |  |
| Margherita I di Fiandra |                        | Gertrude di Fiandra      |                            |  |  |       |  |  |                          |  |  |                         |  |
|                         |                        | Folco V d'Angiò          | Folco IV d'Angiò           |  |  |       |  |  |                          |  |  |                         |  |
|                         |                        | Folco V d'Angiò          | Folco IV d'Angiò           |  |  |       |  |  |                          |  |  |                         |  |
|                         |                        | Folco V d'Angiò          | Bertrada di Montfort       |  |  |       |  |  |                          |  |  |                         |  |
| Sibilla d'Angiò         |                        | Folco V d'Angiò          |                            |  |  |       |  |  |                          |  |  |                         |  |
|                         |                        | Eremburga del Maine      | Elia I del Maine           |  |  |       |  |  |                          |  |  |                         |  |
|                         |                        | Eremburga del Maine      | Elia I del Maine           |  |  |       |  |  |                          |  |  |                         |  |
|                         |                        | Eremburga del Maine      | Matilde di Château-du-Loir |  |  |       |  |  |                          |  |  |                         |  |
|                         |                        | Eremburga del Maine      |                            |  |  |       |  |  |                          |  |  |                         |  |

### Fonti primarie
- (LA)  Monumenta Germaniae Historica, Scriptores, tomus IX.
- (LA)  Monumenta Germaniae Historica, Scriptores, tomus XIV.
- (LA)  Monumenta Germaniae Historica, Scriptores, tomus XXI.
- (LA)  Monumenta Germaniae Historica, Scriptores, tomus XXIII.
- (LA)  Orderici Vitalis, Historia Ecclesiastica, tomus unicus.
- (LA)  Historia Rerum in partibus transmarinis gestarum.

### Letteratura storiografica
- D.M. Nicol, "La quarta crociata e gli imperi greco e latino, 1204 - 1261", cap. XIV, vol. III (L'impero bizantino) della Storia del mondo medievale, 1999, pp. 503–558
- K.M. Setton, "I latini in Grecia e nell'Egeo dalla quarta crociata alla fine del medioevo", cap. XVI, vol. III (L'impero bizantino) della Storia del mondo medievale, 1999, pp. 619–658
- (EN)  The Late Medieval Balkans, A Critical Survey from the Late Twelfth Century to the Ottoman Conquest.